# Consort Liang
Consort Liang (梁貴人, nom personal desconegut) (62(?)-83?), títol pòstum d'Emperadriu Gonghuai (恭懷皇后, literalment, "emperadriu de record reverent"), va ser una consort imperial de l'Emperador Zhang de Han. Ella va donar a llum al seu fill Liu Zhao (劉肇) en el 79, però el seu fill va ser adoptat per l'esposa de l'Emperador Zhang, l'Emperadriu Dou i no se sabria la identitat de la seva mare biològica fins molt temps després, després que ell es convertís en emperador (as Emperador He).